# Svalbard Rakettskyttefelt
Svalbard Rakettskyttefelt (Kürzel: SvalRak) ist die Bezeichnung eines Startplatzes für Höhenforschungsraketen in der Nähe von Ny-Ålesund auf Spitzbergen. Die Einrichtung des Startplatzes am 79. Breitengrad erfolgte durch Andøya Space, denen auch das Andøya Space Center gehört, und kostete 7,4 Millionen Norwegische Kronen. Der Platz ist ideal geeignet zum Start von Raketen zur Untersuchung des Erdmagnetfeldes. Zudem ist er aufgrund seiner Lage der einzige Raketenstartplatz der Welt, an dem auch zur Mittagszeit Raketen in den dunklen Polarnachthimmel aufsteigen können.

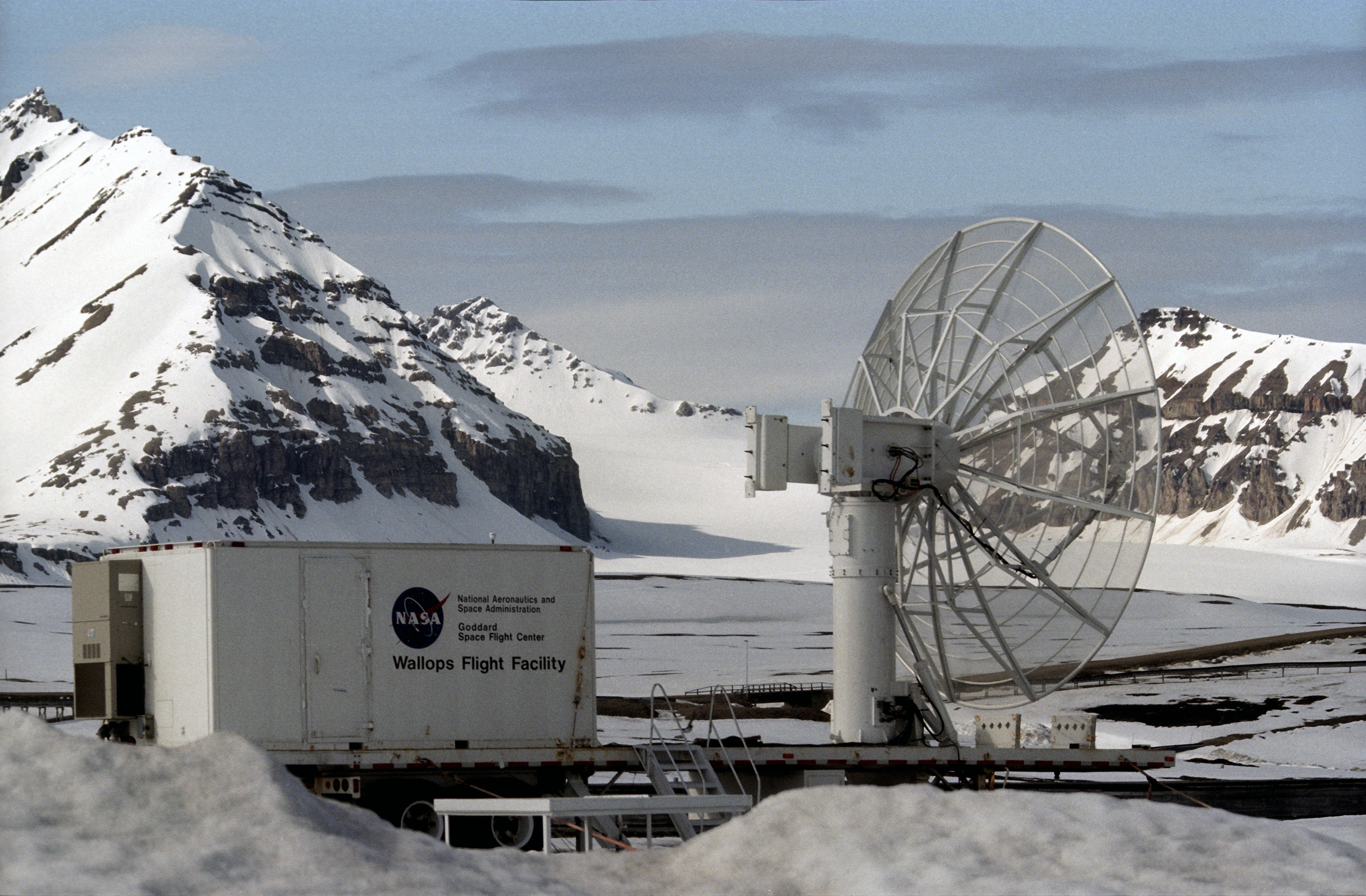
Die Wallops Flight Facility der NASA richtete SvalRak bei Ny-Ålesund mit ein

Seit dem 3. November 1997 ist SvalRak in Betrieb. Am 20. November 1997 hob unter der Projektbezeichnung „ISBJØRN-1“ (deutsch: „Eisbär-1“) die erste Forschungsrakete, eine indische RH-300, ab, erreichte aber nicht die geplante Höhe. Am selben Tag startete eine US-amerikanische Viper 3A als „ISBJØRN-2“; es war der erste erfolgreiche Raketenstart von SvalRak.
Beim dritten Start erreichte am 2. Dezember 1997 eine kanadische Black Brant 9, die für die NASA gestartet wurde, eine Höhe von 433 km und überschritt damit die Grenze zum Weltraum.
Schon beim fünften Start von SvalRak wurde der bis heute gültige Höhenrekord aufgestellt, als am 4. Dezember 1997 eine zweistufige japanische Rakete vom Typ SS-520 eine Höhe von 1108 km erreichte.